# سرعت جهانی نور
سرعت جهانی نور یکی از اصول موضوعهٔ نظریهٔ نسبیت خاص است که اینشتین در سال ۱۹۰۵ میلادی آن را مطرح کرد. مطابق این اصل:
سرعت نور در خلأ (c) برای تمام ناظران لَخت ثابت است و به حرکت چشمهٔ نور یا حرکت ناظر بستگی ندارد.

## توضیح
اگر شما سوار اتومبیلی باشید که با سرعت ۵۰ کیلومتر بر ساعت حرکت می‌کند، و اتومبیل دیگری با سرعت ۲۰ کیلومتر بر ساعت به شما نزدیک شود، سرعت نسبی اتومبیل شما و اتومبیل مقابل ۷۰ کیلومتر بر ساعت خواهد بود. اما، طبق اصل موضوع اول نسبیت خاص، اگر چشمهٔ نوری با سرعت دلخواهی به شما نزدیک شود، و شما هم با سرعت متفاوتی به سمت آن چشمه حرکت کنید، باز هم سرعت نور نسبت به شما همان c خواهد بود. این ادعا کاملاً مخالف شهود روزمرهٔ ما از حرکت و سرعت اجسام است.

## تاریخچه
وقتی ماکسول نظریهٔ الکترومغناطیس خود را در سال ۱۸۶۱ کامل کرد، پی برد که نظریه‌اش وجود امواج الکترومغناطیسی‌ای را پیش‌بینی می‌کنند که با سرعت نور منتشر می‌شوند. با این کشف معلوم شد که نور هم نوعی موج الکترومغناطیسی است. تنها امواج شناخته شده پیش از آن زمان، امواج مکانیکی بودند که در جامدات، مایعات، و گازها منتشر می‌شدند. سؤالی که پیش آمد این بود که نور در چه محیطی منتشر می‌شود؟ یا به زبان دیگر، سرعت نور نسبت به چه محیطی اندازه گرفته شده است؟
فیزیکدانان برای حل این مشکل فرض کردند که تمام جهان را ماده‌ای به نام اتر پر کرده است و نور نسبت به اتر با سرعتی که ماکسول به دست آورده، حرکت می‌کند. اما تمام تلاش‌ها برای توضیح اتر یا آشکارسازی آن با شکست مواجه شد. آزمایش مایکلسون-مورلی یکی از این تلاش‌های نافرجام است.
اینشتین برای حل مشکل اتر، راهی نه به سوی پیچیدگی، بلکه به سوی سادگی و وحدت پیش نهاد. او گفت که چون سرعت نور در نظریهٔ الکترومغناطیس بستگی به هیچ محیط انتشاری ندارد، پس باید برای همهٔ ناظران ثابت و برابر c باشد. این ایده با تمام تجربیات گذشته از حرکت موج‌های مکانیکی در تضاد بود و بسیار جسورانه به نظر می‌رسید. او با همین اصل، نظریهٔ نسبیت خاص خود را فرمول‌بندی کرد.